# Transports en commun de Vierzon
Le Vib est le nom commercial du réseau de transport en commun de la ville de Vierzon. Composé de 6 lignes et d’un service de transport à la demande (TAD), il dessert l’ensemble du territoire communal.
Créé vers 1950, il se nomme d’abord Transports Urbains de Vierzon, exploité tout à tour par des opérateurs privés ou sous forme de régie municipale dans les années 1960/70. Devenu Bus Vallée en 1993, il voit son identité modifiée au 1er avril 2009 avec l’apparition du nom commercial actuel, Le Vib’. Son exploitation était assurée par le groupe RATP Dev, par le biais de sa filiale Société des Transports Urbains de Vierzon (STUV), dans le cadre d’un contrat de délégation de service public jusqu’en 2024. A partir du 1er Septembre 2024, la société Transdev exploite le réseau pour une durée de 8 ans

## Histoire
Le premier réseau du transport en commun de Vierzon est mis en service depuis 1935 et, jusqu'en 1983, exploité par la régie. Le nom "Bus Vallée" est utilisé depuis 1983, puis renommé en Le Vib' en 2009. Le 2 janvier 2016, à l'occasion du renouvellement de Délégation de Service Public, la société RATP Dev a commencé à gérer le réseau.

## Lignes du réseau

### Lignes régulières
Six lignes régulières desservent le territoire communal de 6 h 24 à 19 h 37 du lundi au samedi. La fréquence de passage a été augmentée en Janvier 2016 pour la ligne 2 qui passe environ toutes les 20 minutes. Toutes les correspondances s'effectuent au Forum au centre-ville depuis le 11 avril 2016 sauf pour la ligne 6.
| Ligne | Caractéristiques | Caractéristiques | Caractéristiques | Caractéristiques | Caractéristiques | Caractéristiques | Caractéristiques | Caractéristiques | Caractéristiques |
| 1     | Vierzon — Forum ⥋ Vierzon — La Giraudière / Fernand Léger | Vierzon — Forum ⥋ Vierzon — La Giraudière / Fernand Léger                                                           | Vierzon — Forum ⥋ Vierzon — La Giraudière / Fernand Léger                                                           | Vierzon — Forum ⥋ Vierzon — La Giraudière / Fernand Léger                                                           | Vierzon — Forum ⥋ Vierzon — La Giraudière / Fernand Léger                                                           | Vierzon — Forum ⥋ Vierzon — La Giraudière / Fernand Léger                                                           | Vierzon — Forum ⥋ Vierzon — La Giraudière / Fernand Léger                                                           | Vierzon — Forum ⥋ Vierzon — La Giraudière / Fernand Léger                                                           | Vierzon — Forum ⥋ Vierzon — La Giraudière / Fernand Léger                                                           |
| ----- | --- | --- | --- | --- | --- | --- | --- | --- | --- |
| 1     | Ouverture / Fermeture 2 janvier 2016 / — | Longueur — | Durée 10 à 13 min                                                                                                   | Nb. d’arrêts 12 à 16                                                                                                | Matériel Standard                                                                                                   | Jours de fonctionnement L, Ma, Me, J, V, S                                                                          | Jour / Soir / Nuit / Fêtes O / N / N / N                                                                            | Voy. / an — | Exploitant Transdev Vierzon Mobilités                                                                               |
| 1     | Desserte : - Villes et stations : Vierzon (Forum, Médiathèque, Debournou, Sémard, Gare SNCF, Léo Mérigot, Hôpital, Village, Le Grelet, Le Tacot, Le Verdin, Fernand Léger, Feuilleraie, Saint-Prié, La Lande, La Giraudière) - Gares desservies : Vierzon-Ville | | | | | | | | |
| 1     | Autre : - Arrêts non accessibles aux UFR : - Particularités : - Les stations Feuilleraie, Saint-Prié, La Lande et La Giraudière sont uniquement desservies par certaines courses - Date de dernière mise à jour : 5 novembre 2019. | | | | | | | | |
| 1     | Dernière actualisation : — | | | | | | | | |
| 2A    | Vierzon — Forum ⥋ Vierzon — Sologne via Allende | Vierzon — Forum ⥋ Vierzon — Sologne via Allende                                                                     | Vierzon — Forum ⥋ Vierzon — Sologne via Allende                                                                     | Vierzon — Forum ⥋ Vierzon — Sologne via Allende                                                                     | Vierzon — Forum ⥋ Vierzon — Sologne via Allende                                                                     | Vierzon — Forum ⥋ Vierzon — Sologne via Allende                                                                     | Vierzon — Forum ⥋ Vierzon — Sologne via Allende                                                                     | Vierzon — Forum ⥋ Vierzon — Sologne via Allende                                                                     | Vierzon — Forum ⥋ Vierzon — Sologne via Allende                                                                     |
| 2A    | Ouverture / Fermeture 2 janvier 2016 / — | Longueur — | Durée 18 à 20 min                                                                                                   | Nb. d’arrêts 24 | Matériel Standard                                                                                                   | Jours de fonctionnement L, Ma, Me, J, V, S                                                                          | Jour / Soir / Nuit / Fêtes O / N / N / N                                                                            | Voy. / an — | Exploitant Transdev Vierzon Mobilités                                                                               |
| 2A    | Desserte : - Villes et stations : Vierzon (Forum, Médiathèque, Debournou, République, Péraudin, Gourdon, Roosevelt, Marché au Blé, Tunnel, Piscine, Gay-Lussac, Gararine, Allende, A. Croizat, Désert, Langevin, Decour, Mouton, Port Arthur, Sellier, Marché, Anjounnière, 19 mars 1962, Sologne) - Gares desservies : Vierzon-Ville à 200 mètres | | | | | | | | |
| 2A    | Autre : - Arrêts non accessibles aux UFR : - Particularités : - Les stations Médiathèque et Debournous sont uniquement desservies en direction de Forum - Les stations République et Péraudin sont uniquement desservies en direction de Sologne - Date de dernière mise à jour : 5 novembre 2019. | | | | | | | | |
| 2A    | Dernière actualisation : — | | | | | | | | |
| 2B    | Vierzon — Forum ⥋ Vierzon — Sologne via Colombier | Vierzon — Forum ⥋ Vierzon — Sologne via Colombier                                                                   | Vierzon — Forum ⥋ Vierzon — Sologne via Colombier                                                                   | Vierzon — Forum ⥋ Vierzon — Sologne via Colombier                                                                   | Vierzon — Forum ⥋ Vierzon — Sologne via Colombier                                                                   | Vierzon — Forum ⥋ Vierzon — Sologne via Colombier                                                                   | Vierzon — Forum ⥋ Vierzon — Sologne via Colombier                                                                   | Vierzon — Forum ⥋ Vierzon — Sologne via Colombier                                                                   | Vierzon — Forum ⥋ Vierzon — Sologne via Colombier                                                                   |
| 2B    | Ouverture / Fermeture 2 janvier 2016 / — | Longueur — | Durée 18 min | Nb. d’arrêts 22 | Matériel Standard                                                                                                   | Jours de fonctionnement L, Ma, Me, J, V, S                                                                          | Jour / Soir / Nuit / Fêtes O / N / N / N                                                                            | Voy. / an — | Exploitant Transdev Vierzon Mobilités                                                                               |
| 2B    | Desserte : - Villes et stations : Vierzon (Forum, Médiathèque, Debournou, République, Péraudin, Péri, Brisson, Labourde, Barbès, Berlurettes, Stade, Les Richoux, Colombier, Ainset, Beethoven, La Bidauderie, Stalingrad, Sellier, Marché, Anjounnière, 19 mars 1962, Sologne) - Gares desservies : Vierzon-Ville à 200 mètres | | | | | | | | |
| 2B    | Autre : - Arrêts non accessibles aux UFR : - Particularités : - Les stations Médiathèque et Debournous sont uniquement desservies en direction de Forum - Les stations République et Péraudin sont uniquement desservies en direction de Sologne - Date de dernière mise à jour : 5 novembre 2019. | | | | | | | | |
| 2B    | Dernière actualisation : — | | | | | | | | |
| 3     | Vierzon — Hurvoy (Lundi à Vendredi scolaire) / Forum ⥋ Vierzon — Route de Foëcy | Vierzon — Hurvoy (Lundi à Vendredi scolaire) / Forum ⥋ Vierzon — Route de Foëcy                                     | Vierzon — Hurvoy (Lundi à Vendredi scolaire) / Forum ⥋ Vierzon — Route de Foëcy                                     | Vierzon — Hurvoy (Lundi à Vendredi scolaire) / Forum ⥋ Vierzon — Route de Foëcy                                     | Vierzon — Hurvoy (Lundi à Vendredi scolaire) / Forum ⥋ Vierzon — Route de Foëcy                                     | Vierzon — Hurvoy (Lundi à Vendredi scolaire) / Forum ⥋ Vierzon — Route de Foëcy                                     | Vierzon — Hurvoy (Lundi à Vendredi scolaire) / Forum ⥋ Vierzon — Route de Foëcy                                     | Vierzon — Hurvoy (Lundi à Vendredi scolaire) / Forum ⥋ Vierzon — Route de Foëcy                                     | Vierzon — Hurvoy (Lundi à Vendredi scolaire) / Forum ⥋ Vierzon — Route de Foëcy                                     |
| 3     | Ouverture / Fermeture 2 janvier 2016 / — | Longueur — | Durée 12 à 19 min                                                                                                   | Nb. d’arrêts 12 à 17                                                                                                | Matériel Standard                                                                                                   | Jours de fonctionnement L, Ma, Me, J, V, S                                                                          | Jour / Soir / Nuit / Fêtes O / N / N / N                                                                            | Voy. / an — | Exploitant Transdev Vierzon Mobilités                                                                               |
| 3     | Desserte : - Villes et stations : Vierzon (Hurvoy, Brisson, Péri, Debournous, Médiathèque, Forum, Mairie, Petits Moulins, Grands Moulins, Tabalou, Val d'Yèvre, Village Aubry, Les Bourbiers, E. Dolet, Gare des Forges, Pica, Route de Foëcy) - Gares desservies : Vierzon-Ville (certaines heures), Vierzon-Forges | | | | | | | | |
| 3     | Autre : - Arrêts non accessibles aux UFR : - Particularités : - Les stations Hurvoy, Brisson, Péri, Médiathèque et Debournous sont uniquement desservies par certaines courses pendant la semaine scolaire - Date de dernière mise à jour : 5 novembre 2019. | | | | | | | | |
| 3     | Dernière actualisation : — | | | | | | | | |
| 4     | Vierzon — Hurvoy (Lundi à Vendredi scolaire) / Forum ⥋ Vierzon — Les Crêles / La Source (Lundi à Vendredi scolaire) | Vierzon — Hurvoy (Lundi à Vendredi scolaire) / Forum ⥋ Vierzon — Les Crêles / La Source (Lundi à Vendredi scolaire) | Vierzon — Hurvoy (Lundi à Vendredi scolaire) / Forum ⥋ Vierzon — Les Crêles / La Source (Lundi à Vendredi scolaire) | Vierzon — Hurvoy (Lundi à Vendredi scolaire) / Forum ⥋ Vierzon — Les Crêles / La Source (Lundi à Vendredi scolaire) | Vierzon — Hurvoy (Lundi à Vendredi scolaire) / Forum ⥋ Vierzon — Les Crêles / La Source (Lundi à Vendredi scolaire) | Vierzon — Hurvoy (Lundi à Vendredi scolaire) / Forum ⥋ Vierzon — Les Crêles / La Source (Lundi à Vendredi scolaire) | Vierzon — Hurvoy (Lundi à Vendredi scolaire) / Forum ⥋ Vierzon — Les Crêles / La Source (Lundi à Vendredi scolaire) | Vierzon — Hurvoy (Lundi à Vendredi scolaire) / Forum ⥋ Vierzon — Les Crêles / La Source (Lundi à Vendredi scolaire) | Vierzon — Hurvoy (Lundi à Vendredi scolaire) / Forum ⥋ Vierzon — Les Crêles / La Source (Lundi à Vendredi scolaire) |
| 4     | Ouverture / Fermeture 2 janvier 2016 / — | Longueur — | Durée 14 à 24 min                                                                                                   | Nb. d’arrêts 20 à 25                                                                                                | Matériel Standard                                                                                                   | Jours de fonctionnement L, Ma, Me, J, V, S                                                                          | Jour / Soir / Nuit / Fêtes O / N / N / N                                                                            | Voy. / an — | Exploitant Transdev Vierzon Mobilités                                                                               |
| 4     | Desserte : - Villes et stations : Vierzon (Hurvoy, Brisson, Péri, Debournous, Médiathèque, Forum, Vallès, Rue des Ponts, Pont du Cher, 14 Juillet, Héry, Labras, Villeneuves, Val Fleury, Tassigny, Route de Brinay, Petites Crêles, Brossolette, Politzer, Prévert, Rimbaud, J. Duclos, Rendsburg, P. Eluard, Les Crêles, Chapelle Bellon, La Source) - Gares desservies : Vierzon-Ville (certaines heures)                                                                                                   | | | | | | | | |
| 4     | Autre : - Arrêts non accessibles aux UFR : - Particularités : - Les stations Hurvoy, Brisson, Péri, Médiathèque, Debournous, Chapelle Bellon et La Sources sont uniquement desservies par certaines courses pendant la semaine scolaire - La station Vallès est uniquement desservie par la direction d'Les Crêles / La Source - La station Rue des Ponts est uniquement desservie par la direction de Forum / Hurvoy - Date de dernière mise à jour : 5 novembre 2019.                                        | | | | | | | | |
| 4     | Dernière actualisation : — | | | | | | | | |
| 5     | Vierzon — Hurvoy (Lundi à Vendre scolaire) / Forum ⥋ Vierzon — Les Crêles | Vierzon — Hurvoy (Lundi à Vendre scolaire) / Forum ⥋ Vierzon — Les Crêles                                           | Vierzon — Hurvoy (Lundi à Vendre scolaire) / Forum ⥋ Vierzon — Les Crêles                                           | Vierzon — Hurvoy (Lundi à Vendre scolaire) / Forum ⥋ Vierzon — Les Crêles                                           | Vierzon — Hurvoy (Lundi à Vendre scolaire) / Forum ⥋ Vierzon — Les Crêles                                           | Vierzon — Hurvoy (Lundi à Vendre scolaire) / Forum ⥋ Vierzon — Les Crêles                                           | Vierzon — Hurvoy (Lundi à Vendre scolaire) / Forum ⥋ Vierzon — Les Crêles                                           | Vierzon — Hurvoy (Lundi à Vendre scolaire) / Forum ⥋ Vierzon — Les Crêles                                           | Vierzon — Hurvoy (Lundi à Vendre scolaire) / Forum ⥋ Vierzon — Les Crêles                                           |
| 5     | Ouverture / Fermeture 2 janvier 2016 / — | Longueur — | Durée 14 à 28 min                                                                                                   | Nb. d’arrêts 14 à 30                                                                                                | Matériel Midibus | Jours de fonctionnement L, Ma, Me, J, V, S                                                                          | Jour / Soir / Nuit / Fêtes O / N / N / N                                                                            | Voy. / an — | Exploitant Transdev Vierzon Mobilités                                                                               |
| 5     | Desserte : - Villes et stations : Vierzon (Hurvoy, Brisson, Péri, Debournous, Médiathèque, Forum, Vallès, Rue des Ponts, Pont du Cher, Salle Collier, Nation, Place Nation, Albrecht, Sous-préfecture, Gendarmerie, Balzac, Rue du Camps, Petite Noue, Mermoz, Bruyères, Grande Terre, Saint-Exupéry, Château d'eau, Paul Valéry, Route de Brinay, Petites Crêles, Brossolette, Politzer, Prévert, Rimbaud, J. Duclos, Rendsburg, P. Eluard, Les Crêles) - Gares desservies : Vierzon-Ville (certaines heures) | | | | | | | | |
| 5     | Autre : - Arrêts non accessibles aux UFR : - Particularités : - Les stations Hurvoy, Brisson, Péri, Médiathèque, Debournous, Château d'eau et Paul Valéry sont uniquement desservies par certaines courses pendant la semaine scolaire - La station Vallès est uniquement desservie par la direction d'Les Crêles / La Source - La station Rue des Ponts est uniquement desservie par la direction de Forum / Hurvoy - Date de dernière mise à jour : 5 novembre 2019.                                         | | | | | | | | |
| 5     | Dernière actualisation : — | | | | | | | | |
| 6     | Vierzon — Brisson ⥋ Vierzon — Desroches | Vierzon — Brisson ⥋ Vierzon — Desroches                                                                             | Vierzon — Brisson ⥋ Vierzon — Desroches                                                                             | Vierzon — Brisson ⥋ Vierzon — Desroches                                                                             | Vierzon — Brisson ⥋ Vierzon — Desroches                                                                             | Vierzon — Brisson ⥋ Vierzon — Desroches                                                                             | Vierzon — Brisson ⥋ Vierzon — Desroches                                                                             | Vierzon — Brisson ⥋ Vierzon — Desroches                                                                             | Vierzon — Brisson ⥋ Vierzon — Desroches                                                                             |
| 6     | Ouverture / Fermeture 2 janvier 2016 / — | Longueur — | Durée 23 min | Nb. d’arrêts 14 à 30                                                                                                | Matériel Midibus | Jours de fonctionnement L, Ma, Me, J, V                                                                             | Jour / Soir / Nuit / Fêtes O / N / N / N                                                                            | Voy. / an — | Exploitant Transdev Vierzon Mobilités                                                                               |
| 6     | Desserte : - Villes et stations : Vierzon (Hurvoy, Brisson, Péri, Gourdon, Roosevelt, Marché au Blé, Tunnel, Piscine, Gay-Lussac, Gararine, Allende, A. Croizat, Désert, Langevin, Pyat, La Croix, Autoroute, Croix d'en Bas, La Gaillardière, Clousseau, Cimetière des Forges, Tilleuls, Desroches) - Gares desservies : Vierzon-Ville (certaines heures) | | | | | | | | |
| 6     | Autre : - Arrêts non accessibles aux UFR : - Particularités : - Les stations Hurvoy, Brisson, Péri, Médiathèque, Debournous, Château d'eau et Paul Valéry sont uniquement desservies par certaines courses pendant la semaine scolaire - La station Vallès est uniquement desservie par la direction d'Les Crêles / La Source - La station Rue des Ponts est uniquement desservie par la direction de Forum / Hurvoy - Date de dernière mise à jour : 5 novembre 2019.                                         | | | | | | | | |
| 6     | Dernière actualisation : — | | | | | | | | |

### Transport à la Demande
L'offre régulière est complétée par un service de transport à la demande nommé Créavib' qui circule sur réservation de 6 h à 7 h, de 9 h 30 à 11 h 30 et de 14 h à 16 h 30 (horaires différents le samedi). Il permet de se rendre d'un arrêt Créavib' vers n'importe quel arrêt du réseau et vice-versa. Il est par contre impossible de l'utiliser entre deux arrêts des lignes régulières.

## Parc de véhicules
En octobre 2024, le parc d'autobus du réseau Le Vib’ est composé de 7 véhicules dont 4 bus standards, 1 midibus et 2 autocars. Au sein de cette flotte, les autres véhicules sont équipés de moteurs Diesel.

### Bus standards
| Constructeur | Modèle         | Nombre | Numéros de parc | Période de mise en service      | Affectation | Observation |
| ------------ | -------------- | ------ | --------------- | ------------------------------- | ----------- | ----------- |
| Heuliez Bus  | GX 337, GX 327 | 2      |                 | Entre décembre 2014 à juin 2016 | A, B, C, D  | –           |
| Irisbus      | Citelis 12     | 2      |                 | Juin 2012                       | A, B, C, D  | –           |
| Iveco Bus    | Urbanway 12    | 2      |                 | Juin 2015                       | A, B, C, D  | –           |

### Midibus
| Constructeur | Modèle | Nombre | Numéros de parc | Période de mise en service | Affectation | Observation |
| ------------ | ------ | ------ | --------------- | -------------------------- | ----------- | ----------- |
| Heuliez Bus  | GX 137 | 3      | 138, 141        | juin 2016                  | C, D, E     | –           |

### Autocars
| Constructeur  | Modèle       | Nombre | Numéros de parc | Période de mise en service | Affectation      | Observation |
| ------------- | ------------ | ------ | --------------- | -------------------------- | ---------------- | ----------- |
| Mercedes-Benz | Intouro II L | 2      | 23108-23109     | Septembre 2024             | Lignes scolaires | –           |

### Dépôts
- Le dépôt de Transdev Vierzon Mobilités est situé dans la principauté, au 43 Rue Raspail, 18100 Vierzon

## Tarification
Le ticket à l'unité coûte 1 euro (à bord des bus) et le carnet de 10 tickets 7,50 euro, 3 euro pour les bénéficiaires du tarif social. Il existe aussi des abonnements mensuels et annuels.